# District de Besikó
Le district de Besikó est l'une des divisions qui composent la comarque indigène de Ngäbe-Buglé, au Panama.

## Description
Le district a une superficie de 752,2 km2 et une population de 23 532 habitants (recensement de 2010), avec une densité de population de 31,28 habitants/km2. Il est situé dans la chaîne de montagnes centrale.

## Division politico-administrative
Le district de Besikó comprend les corregimientos suivants :
- Soloy (chef-lieu du district)
- Boca de Balsa
- Camarón Arriba
- Cerro Banco
- Cerro Patena
- Emplanada de Chorcha
- Nämnoní
- Niba

## Crédit d'auteurs
- (es) Cet article est partiellement ou en totalité issu de l’article de Wikipédia en espagnol intitulé « Distrito de Besikó » (voir la liste des auteurs).